# スチピタト酸
スチピタト酸 (英語: Stipitatic acid) または、スチピタチン酸は、Talaromyces stipitatus (Penicillium stipitatum)から単離されたトロポロン誘導体である。